# Дзьвигай, Чеслав

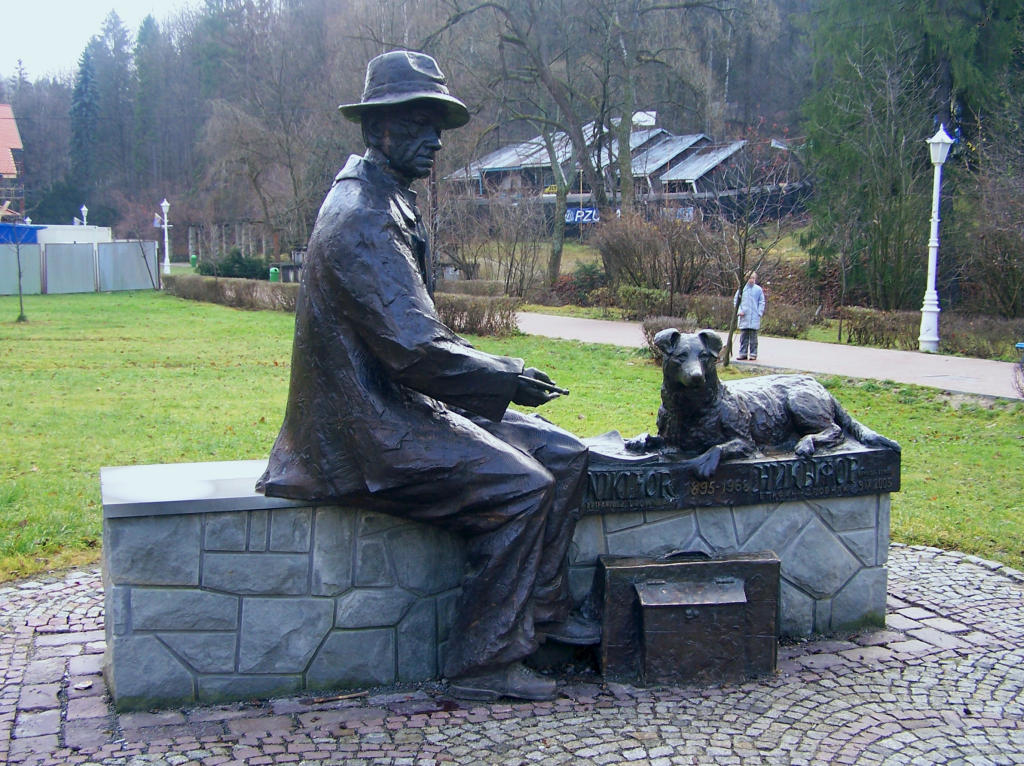
Памятник Никифору Крыницкому в Крынице-Здруе, Польша

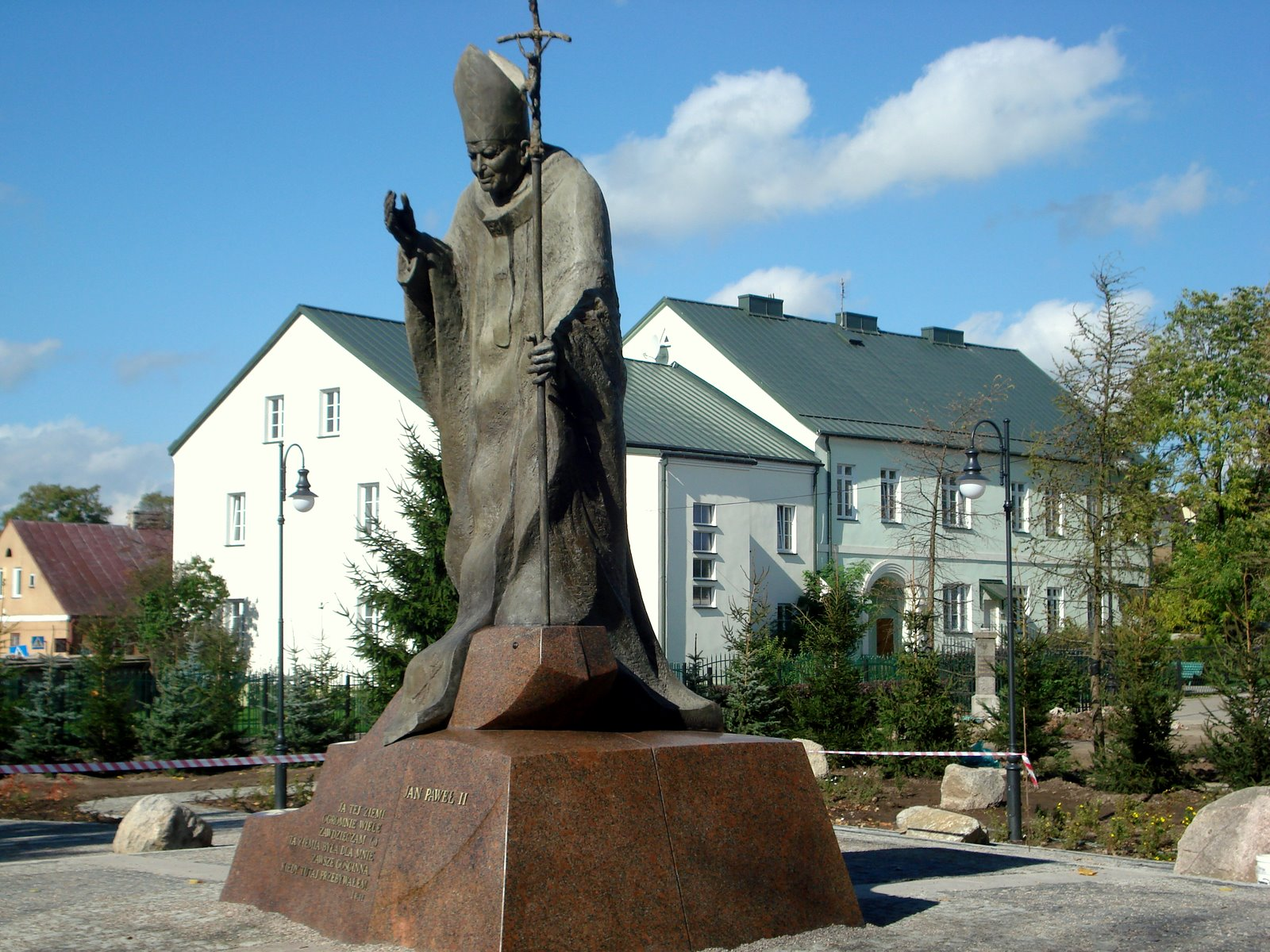
Памятник Иоанну Павлу II, Сувалки, Польша

Че́слав Дзьви́гай (пол. Czesław Dźwigaj, 18 июня 1950 года, Новы-Виснич, Польша) — польский скульптор, профессор Краковской академии искусств, ученик Антония Хайдецкого, король стрелецкого Братства куркового. Автор многочисленных памятников, посвящённых Римскому папе Иоанну Павлу II.

## Биография
Обучался с 1972 по 1977 год в Краковской академии искусств в классе Антония Хайдецкого. В настоящее время является профессором этого учебного заведения, где руководит студией керамического искусства и читает лекции по сакральному искусству в Папской богословской академии в Кракове.

## Творчество
Чеслав Дзьвигай начал своё творчество с сотрудничества с Католической церковью. В 1980 году он создал серию бронзовых скульптур в кафедральном соборе в Тарнуве. Известен своими скульптурами Римского папы Иоанна Павла II, которые были установлены в Польше, Литве, Аргентине, Италии, Германии, Португалии, Испании и США. В настоящее время численность таких памятников превышает 50 экземпляров.

### Основные работы
- Памятник жертвам украинского геноцида на Раковицком кладбище (установлен в 2004 году);
- Памятник Иоанну Павлу II в городе Сан-Кристобаль-де-ла-Лагуна, Тенерифе, Испания;
- Памятник Никифору Крыницкому в Крынице-Здруе (установлен 9 сентября 2005 года);
- Памятник жертвам декабря 1970 года в Щецине (установлен 20 декабря 2005 года);
- Скульптура Христа Царя на фронтоне церкви Пресвятой Девы Марии Ченстоховской в Сисеро, штат Иллинойс, США;
- Памятник Толерантности в Иерусалиме, Израиль;
- Барельеф «Дерево Ессея»;
- Памятник Петру Скарге на площади Марии Магдалины в Кракове (установлен 12 мая 2001 года).